# Ярмук (табір)
Табір Ярмук (араб. مخيم اليرموك) — район міста Дамаска (2,11 км2) населений палестинцями, з лікарнями і школами. 
| Сирія | Це незавершена стаття з географії Сирії. Ви можете допомогти проєкту, виправивши або дописавши її. |